# Antoine Porot
Antoine Porot (* 20. Mai 1876 in Chalon-sur-Saône; † 1965) war ein französischer Psychiater.

## Leben
Porot gründete die École algérienne de psychiatrie, welche von Frantz Fanon stark kritisiert wurde.